# فرودگاه شهری شهرستان پری
 فرودگاه شهری پری کانتی (به انگلیسی: Perry County Municipal Airport) یک فرودگاه همگانی بهره‌برداری هوایی است که یک باند فرود آسفالت دارد و طول باند آن ۱۳۴۱ متر است. این فرودگاه در کشور ایالات متحده آمریکا قرار دارد و در ارتفاع ۲۰۱ متری از سطح دریا واقع شده است.